# Championnats du monde d'athlétisme en salle 2010
Navigation
- 1985
- 1987
- 1989
- 1991
- 1993
- 1995
- 1997
- 1999
- 2001
- 2003
- 2004
- 2006
- 2008
- 2010
- 2012
- 2014
- 2016
- 2018
- 2022
- 2024
- 2025

Les 13es championnats du monde d'athlétisme en salle se sont déroulés du 12 au 14 mars 2010 à l'Aspire Dome de Doha, au Qatar. La compétition enregistre un nouveau record de pays participants avec 150 nations, représentées par 657 athlètes (374 hommes et 283 femmes). 26 épreuves figurent au programme de ces Championnats du monde.

## Organisation
La capitale qatarienne accueille pour la première fois les Championnats du monde d'athlétisme. C'est la quatrième fois que l'épreuve se déroule hors d'Europe après Indianapolis en 1987, Toronto en 1993 et Maebashi en 1999. Doha a été désignée par l'Association internationale des fédérations d'athlétisme (IAAF) le 25 novembre 2007 lors d'un congrès tenu à Monaco.
Les compétitions se déroulent à l'Aspire Dome, salle multi-sports inaugurée en 2005 et possédant une capacité de 15 000 places. En 2008, l'enceinte a accueilli les Championnats d'Asie d'athlétisme en salle.

## Calendrier
| S | Séries | Q | Qualifications | ½ | Demi-finales | F | Finale |

| Date →           | 12 | 12 | 13 | 13 | 13 | 14 | 14 | 14 |
| Épreuve↓         | M  | A  | M  | A  | A  | M  | A  | A  |
| ---------------- | -- | -- | -- | -- | -- | -- | -- | -- |
| 60 m             |    | S  |    | ½  | F  |    |    |    |
| 400 m            | S  | ½  |    | F  | F  |    |    |    |
| 800 m            | S  |    | ½  |    |    |    | F  | F  |
| 1500 m           |    | S  |    | F  | F  |    |    |    |
| 3 000 m          |    | S  |    |    |    |    | F  | F  |
| 60 m haies       |    | S  |    |    |    |    | ½  | F  |
| Relais 4 × 400 m |    |    | S  |    |    |    | F  | F  |
| Saut en longueur |    | Q  |    | F  | F  |    |    |    |
| Triple saut      |    | Q  |    |    |    |    | F  | F  |
| Saut en hauteur  |    | Q  |    |    |    |    | F  | F  |
| Saut à la perche | Q  |    |    | F  | F  |    |    |    |
| Lancer du poids  | Q  |    |    | F  | F  |    |    |    |
| Heptathlon       | F  | F  | F  | F  | F  |    |    |    |

| Date →           | 12 | 12 | 13 | 13 | 13 | 14 | 14 | 14 |
| Épreuve↓         | M  | A  | M  | A  | A  | M  | A  | A  |
| ---------------- | -- | -- | -- | -- | -- | -- | -- | -- |
| 60 m             |    | S  |    |    |    |    | ½  | F  |
| 400 m            | S  | ½  |    | F  | F  |    |    |    |
| 800 m            | S  |    | ½  |    |    |    | F  | F  |
| 1 500 m          |    | S  |    |    |    |    | F  | F  |
| 3 000 m          |    | S  |    | F  | F  |    |    |    |
| 60 m haies       |    | S  |    | ½  | F  |    |    |    |
| Relais 4 × 400 m |    |    | S  |    |    |    | F  | F  |
| Saut en longueur |    |    | Q  |    |    |    | F  | F  |
| Triple saut      | Q  |    |    | F  | F  |    |    |    |
| Saut en hauteur  | Q  |    |    | F  | F  |    |    |    |
| Saut à la perche |    | Q  |    |    |    |    | F  | F  |
| Lancer du poids  |    |    | Q  |    |    |    | F  | F  |
| Pentathlon       |    |    | F  | F  | F  |    |    |    |

## Dopage
Le relais 4 × 400 mètres féminin jamaïcain est disqualifié à la suite du dopage avéré de Bobby-Gaye Wilkins. L'équipe de République tchèque, initialement quatrième de la finale, récupère en conséquence la médaille de bronze. Sur 60 mètres, l'athlète des Îles Vierges américaines LaVerne Jones-Ferrette est déchue de sa médaille d'argent après avoir été contrôlée positive aux stéroïdes anabolisants en février 2010. Carmelita Jeter, initialement troisième de la course, récupère la médaille d'argent alors que la Gabonaise Ruddy Zang-Milama et la Jamaïcaine Sheri-Ann Brooks récupèrent la médaille de bronze.

## Compétition

### Résultats

#### Hommes
| Épreuves | Or | Argent | Bronze |
| --- | --- | --- | --- |
| 60 m | Dwain Chambers (GBR) 6 s 48 (WL)                                                                                         | Mike Rodgers (USA) 6 s 53                                                                                   | Daniel Bailey (ATG) 6 s 57                                                                                    |
| 400 m | Chris Brown (BAH) 45 s 96 (SB)                                                                                           | William Collazo (CUB) 46 s 31 (PB)                                                                          | Jamaal Torrance (USA) 46 s 43                                                                                 |
| 800 m | Abubaker Kaki (SUD) 1 min 46 s 23 (SB)                                                                                   | Boaz Kiplagat Lalang (KEN) 1 min 46 s 39                                                                    | Adam Kszczot (POL) 1 min 46 s 69                                                                              |
| 1 500 m | Deresse Mekonnen (ETH) 3 min 41 s 86                                                                                     | Abdalaati Iguider (MAR) 3 min 41 s 96                                                                       | Haron Keitany (KEN) 3 min 42 s 32                                                                             |
| 3 000 m | Bernard Lagat (USA) 7 min 37 s 97 (SB)                                                                                   | Sergio Sánchez (ESP) 7 min 39 s 55                                                                          | Sammy Alex Mutahi (KEN) 7 min 39 s 90                                                                         |
| 60 m haies | Dayron Robles (CUB) 7 s 34 (CR)                                                                                          | Terrence Trammell (USA) 7 s 36 (NR)                                                                         | David Oliver (USA) 7 s 44 (PB)                                                                                |
| 4 × 400 m | États-Unis Jamaal Torrance Greg Nixon Tavaris Tate Bershawn Jackson LeJerald Betters* Kerron Clement* 3 min 03 s 40 (WL) | Belgique Cedric van Branteghem Kévin Borlée Antoine Gillet Jonathan Borlée Nils Duerinck* 3 min 06 s 94(PB) | Royaume-Uni Conrad Williams Nigel Levine Christopher Clarke Richard Buck Luke Lennon-Ford* 3 min 07 s 52 (SB) |
| Saut en hauteur | Ivan Ukhov (RUS) 2,36 m                                                                                                  | Yaroslav Rybakov (RUS) 2,31 m                                                                               | Dusty Jonas (USA) 2,31 m                                                                                      |
| Saut à la perche | Steven Hooker (AUS) 6,01 m (CR)                                                                                          | Malte Mohr (GER) 5,70 m                                                                                     | Alexander Straub (GER) 5,65 m                                                                                 |
| Saut en longueur | Fabrice Lapierre (AUS) 8,17 m                                                                                            | Godfrey Mokoena (RSA) 8,08 m (SB)                                                                           | Mitchell Watt (AUS) 8,05 m                                                                                    |
| Triple saut | Teddy Tamgho (FRA) 17,90 m (WR)                                                                                          | Yoandris Betanzos (CUB) 17,69 m (PB)                                                                        | Arnie David Girat (CUB) 17,36 m (SB)                                                                          |
| Lancer du poids | Christian Cantwell (USA) 21,83 m                                                                                         | Ralf Bartels (GER) 21,44 m (PB)                                                                             | Dylan Armstrong (CAN) 21,39 m                                                                                 |
| Heptathlon | Bryan Clay (USA) 6 204 points (SB)                                                                                       | Trey Hardee (USA) 6 184 points (SB)                                                                         | Aleksey Drozdov (RUS) 6 141 points                                                                            |
| Records et Performances - AR : Record continental (area record) - CR : Record des championnats (championship record) - MR : Record du meeting (meet record) - NR : Record national (national record) - OR : Record olympique (olympic record) - PR : Record paralympique (paralympic record) - PB : Record personnel (personal best) - SB : Meilleure performance personnelle de la saison (season's best) - WL : Meilleure performance mondiale de l'année (world leader) - WJR : Record du monde junior (world junior record) - WR : Record du monde (world record) Circonstances et Conditions - DNF : N'a pas terminé (did not finish) - DNS : N'a pas pris le départ (did not start) - DQ : Disqualification (disqualification) - NM : Aucun essai valable enregistré (No Mark) - Q : Qualifié « directement » au prochain tour (ou à la prochaine compétition), lors d'une compétition majeure, grâce au classement ou à la réalisation des minima (automatic qualifier) - q : Qualifié au prochain tour (ou à la prochaine compétition), lors d'une compétition majeure, grâce au repêchage ou à la réalisation de l'une des meilleures performances parmi celles des « non qualifiés directement » (grâce au meilleur temps ou à la meilleure distance par exemple) (secondary qualifier) | | | |

#### Femmes
| Épreuves | Or                                                                                      | Argent                                                                                                  | Bronze                                                                                |
| --- | --------------------------------------------------------------------------------------- | --- | ------------------------------------------------------------------------------------- |
| 60 m | Veronica Campbell-Brown (JAM) 7 s 00 (PB)                                               | Carmelita Jeter (USA) 7 s 05                                                                            | Ruddy Zang-Milama (GAB) Sheri-Ann Brooks (JAM) 7 s 14                                 |
| 400 m | Debbie Dunn (USA) 51 s 04                                                               | Vania Stambolova (BUL) 51 s 50 (SB)                                                                     | Amantle Montsho 52 s 53                                                               |
| 800 m | Mariya Savinova (RUS) 1 min 58 s 26 (WL)                                                | Jennifer Meadows (GBR) 1 min 58 s 43 (NR)                                                               | Alysia Johnson (USA) 1 min 59 s 60 (PB)                                               |
| 1 500 m | Kalkidan Gezahegne (ETH) 4 min 8 s 14                                                   | Natalia Rodríguez (ESP) 4 min 8 s 30                                                                    | Gelete Burka (ETH) 4 min 8 s 39                                                       |
| 3 000 m | Meseret Defar (ETH) 8 min 51 s 17                                                       | Vivian Cheruiyot (KEN) 8 min 51 s 85                                                                    | Sentayehu Ejigu (ETH) 8 min 52 s 08                                                   |
| 60 m haies | LoLo Jones (USA) 7 s 72 (CR)                                                            | Perdita Felicien (CAN) 7 s 86 (SB)                                                                      | Priscilla Lopes-Schliep (CAN) 7 s 87                                                  |
| 4 × 400 m | États-Unis Debbie Dunn DeeDee Trotter Natasha Hastings Allyson Felix 3 min 27 s 34 (WL) | République tchèque Denisa Rosolová Jitka Bartonicková Zuzana Bergrová Zuzana Hejnová 3 min 30 s 05 (SB) | Royaume-Uni Kim Wall Vicki Barr Perri Shakes-Drayton Lee McConnell 3 min 30 s 29 (SB) |
| Saut en hauteur | Blanka Vlašić (CRO) 2,00 m                                                              | Ruth Beitia (ESP) 1,98 m                                                                                | Chaunté Howard (USA) 1,98 m (SB)                                                      |
| Saut à la perche | Fabiana Murer (BRA) 4,80 m                                                              | Svetlana Feofanova (RUS) 4,80 m (SB)                                                                    | Anna Rogowska (POL) 4,70 m                                                            |
| Saut en longueur | Brittney Reese (USA) 6,70 m                                                             | Naide Gomes (POR) 6,67 m                                                                                | Keila Costa (BRA) 6,63 m (SB)                                                         |
| Triple saut | Olga Rypakova (KAZ) 15,14 m (WL)                                                        | Yargeris Savigne (CUB) 14,86 m (SB)                                                                     | Anastasiya Taranova-Potapova (RUS) 14,40 m                                            |
| Lancer du poids | Valerie Vili (NZL) 20,49 m (AR)                                                         | Anna Avdeeva (RUS) 19,47 m (SB)                                                                         | Nadine Kleinert (GER) 19,34 m (SB)                                                    |
| Pentathlon | Jessica Ennis (GBR) 4 937 points (CR)                                                   | Natalia Dobrynska (UKR) 4 851 points (NR)                                                               | Hyleas Fountain (USA) 4 753 points (AR)                                               |
| Records et Performances - AR : Record continental (area record) - CR : Record des championnats (championship record) - MR : Record du meeting (meet record) - NR : Record national (national record) - OR : Record olympique (olympic record) - PR : Record paralympique (paralympic record) - PB : Record personnel (personal best) - SB : Meilleure performance personnelle de la saison (season's best) - WL : Meilleure performance mondiale de l'année (world leader) - WJR : Record du monde junior (world junior record) - WR : Record du monde (world record) Circonstances et Conditions - DNF : N'a pas terminé (did not finish) - DNS : N'a pas pris le départ (did not start) - DQ : Disqualification (disqualification) - NM : Aucun essai valable enregistré (No Mark) - Q : Qualifié « directement » au prochain tour (ou à la prochaine compétition), lors d'une compétition majeure, grâce au classement ou à la réalisation des minima (automatic qualifier) - q : Qualifié au prochain tour (ou à la prochaine compétition), lors d'une compétition majeure, grâce au repêchage ou à la réalisation de l'une des meilleures performances parmi celles des « non qualifiés directement » (grâce au meilleur temps ou à la meilleure distance par exemple) (secondary qualifier) |                                                                                         | |                                                                                       |

### Tableau des médailles
Classement définitif :
| Rang  | Nation             | Or | Argent | Bronze | Total |
| ----- | ------------------ | -- | ------ | ------ | ----- |
| 1     | États-Unis         | 8  | 4      | 6      | 18    |
| 2     | Éthiopie           | 3  | 0      | 2      | 5     |
| 3     | Russie             | 2  | 3      | 2      | 7     |
| 4     | Royaume-Uni        | 2  | 1      | 1      | 4     |
| 5     | Australie          | 2  | 0      | 1      | 3     |
| 6     | Cuba               | 1  | 3      | 1      | 5     |
| 7     | Biélorussie        | 1  | 1      | 1      | 3     |
| 8     | Brésil             | 1  | 0      | 1      | 2     |
| 8     | Jamaïque           | 1  | 0      | 1      | 2     |
| 10    | Bahamas            | 1  | 0      | 0      | 1     |
| 10    | Croatie            | 1  | 0      | 0      | 1     |
| 10    | Kazakhstan         | 1  | 0      | 0      | 1     |
| 10    | France             | 1  | 0      | 0      | 1     |
| 10    | Soudan             | 1  | 0      | 0      | 1     |
| 15    | Espagne            | 0  | 3      | 0      | 3     |
| 16    | Kenya              | 0  | 2      | 2      | 4     |
| 17    | Allemagne          | 0  | 1      | 2      | 3     |
| 18    | Canada             | 0  | 1      | 1      | 2     |
| 19    | Belgique           | 0  | 1      | 0      | 1     |
| 19    | Maroc              | 0  | 1      | 0      | 1     |
| 19    | Nouvelle-Zélande   | 0  | 1      | 0      | 1     |
| 19    | Portugal           | 0  | 1      | 0      | 1     |
| 19    | Afrique du Sud     | 0  | 1      | 0      | 1     |
| 19    | Ukraine            | 0  | 1      | 0      | 1     |
| 25    | Pologne            | 0  | 0      | 2      | 2     |
| 26    | Antigua-et-Barbuda | 0  | 0      | 1      | 1     |
| 26    | Bulgarie           | 0  | 0      | 1      | 1     |
| 26    | Gabon              | 0  | 0      | 1      | 1     |
| 26    | République tchèque | 0  | 0      | 1      | 1     |
| Total | Total              | 26 | 26     | 27     | 79    |

## Records

### Records du monde
| Date     | Épreuve     | Nouveau record | Nouveau record    | Ancien record                    | Ancien record | Ancien record |
| -------- | ----------- | -------------- | ----------------- | -------------------------------- | ------------- | ------------- |
| Date     | Épreuve     | Athlète        | Performance       | Athlète                          | Performance   | Date          |
| 14/03/10 | Triple saut | Teddy Tamgho   | 17,90 m en finale | Aliecer Urrutia Christian Olsson | 17,83m        |               |

### Records des championnats
| Date     | Épreuve          | Athlète       | Performance              |
| -------- | ---------------- | ------------- | ------------------------ |
| 14/03/10 | 60 m haies       | Dayron Robles | 7 s 34 (en finale)       |
| 13/03/10 | Saut à la perche | Steven Hooker | 6,01 m (en finale)       |
| 13/03/10 | 60 m haies       | LoLo Jones    | 7 s 72 (en finale)       |
| 13/03/10 | Pentathlon       | Jessica Ennis | 4 937 points (en finale) |